# Среща на сляпо (теленовела)
Среща на сляпо (на испански: Cita a ciegas) е мексиканска теленовела, режисирана от Хуан Карлос Муньос и Родриго Куриел и продуцирана от Педро Ортис де Пинедо (негов дебют в теленовелите) за Телевиса през 2019 г. Версия е на аржентинската теленовела Ciega a citas, създадена от Каролина Агире.
В главните роли са Виктория Руфо, София Гарса, Артуро Пениче, Омар Фиеро и Гонсало Пеня, а в отрицателните - Адриан Ди Монте и Сара Коралес. Специално участие вземат първите актьори Едгар Вивар, Хуан Ферара и Сусана Александер.

## Сюжет
Лусия е влогър, чийто живот зависи от мнението на хората, особено на Маура, майка ѝ, която се грижи за нея. Когато сестрата на Лусия обявява годежа си, майка ѝ започва да се тревожи за външния вид и емоционалната стабилност на Лусия, мислейки, че ще присъства на сватбата, облечена в черно. Лусия ще има на разположение 258 дни, за да отслабне, да промени имиджа си и да си намери приятел. Облогът с майка ѝ е основен в цялата история, като Лусия разказва какво се случва с всяка среща на сляпо.

## Актьори
- Виктория Руфо – Маура Фуентес де Саласар
- София Гарса – Лусия Гонсалес Фуентес
- Артуро Пениче – Федерико Саласар
- Омар Фиеро – Анхел Гонсалес Робледо
- Гонсало Пеня – Марсело Ерера Тоскано
- Сара Коралес – Ингрид
- Адриан Ди Монте – Роберто Силва Ескивел
- Ока Хинер – Марина Саласар Фуентес
- Лара Кампос – Наталия
- Хуан Ферара – Едуардо
- Кета Лават – Ромина
- Сусана Александер – Естер
- Едгар Вивар – Омеро
- Лус Мария Херес – Лорена
- Анаи Алуе – Алондра
- Итаиса Мачадо – Телма
- Хосе Мануел Лечуга – Лало
- Бегоня Нарваес – Бере
- Магали Бойселе
- Луис Родригес – Веро
- Карлос Айс – Еспараго
- Амара Вияфуерте
- Франсиско Писаня
- Абрил Мишел
- Айдан Вайехо – Айтор
- Хосе Едуардо Дербес – Рикардо
- Крис Паскал – Сесар
- Мария Хосе Марискал – Лаура

## Премиера
Премиерата на Среща на сляпо е на 29 юли 2019 г. по Las Estrellas. Последният 70. епизод е излъчен на 1 ноември 2019 г.

## Продукция
Снимките на теленовелата започват на 20 май 2019 г.

## Адаптации
- Ciega a citas, аржентинска теленовела, създадена от Каролина Агире, продуцирана от Rosstoc и Dori Media Group за TV Pública.